# Les Vacances de monsieur Hulot
Pour plus de détails, voir Fiche technique et Distribution.
Les Vacances de monsieur Hulot est un film français réalisé par Jacques Tati, tourné en 1951 et 1952 et sorti en 1953.

## Synopsis
Alors que les congés payés permettent à un tiers des Français de partir en vacances, des vacanciers montent dans les autocars et les trains à vapeur bondés alors que les plus aisés gagnent le bord de mer en voiture. Monsieur Hulot part au volant d'un cyclecar Salmson pétaradant chargé de deux valises et d'une épuisette. Il débarque dans l'hôtel de la Plage d'une petite station balnéaire, sur la côte Atlantique, fréquentée par de fidèles et paisibles pensionnaires, citadins qui reproduisent leurs habitudes de la ville. Dès le premier jour de son arrivée, sa distraction et ses maladresses perturbent la bienséance sociale et la routine des estivants (le propriétaire râleur et son employé maladroit, une dame anglaise qui se révèle une des rares à apprécier la fantaisie d'Hulot, un commandant de la Grande Guerre qui radote avec le récit de ses exploits, un jeune intellectuel politisé qui garde les mêmes lectures, un vieux couple toujours en promenade et où le mari suit sa femme comme un toutou, la famille Schmutz avec le père rivé au téléphone pour ses affaires). Il chamboule également le quotidien d'une jeune fille bien élevée, Martine, qui séjourne avec sa tante distinguée dans la villa en face de l'hôtel et qui est régulièrement à son balcon. Pendant cette semaine de vacances dans l'hôtel-pension, les gags et les quiproquos s'enchaînent à la plage, dans les espaces communs de l'Hôtel (salon de réception, salle à manger), ou lors d'activités particulières (funérailles, partie de tennis, balade à cheval, excursion en groupe, bal masqué). Les vacances se terminent dans la mélancolie et le désenchantement du temps perdu : alors que tous les clients se disent au revoir, Hulot, marginalisé, reste assis devant la plage. Seuls la dame anglaise et le vieux retraité viennent saluer l'homme exclu qui aura offert involontairement à ces deux personnes, ainsi qu'aux enfants espiègles, des vacances amusantes,.

## Fiche technique
- Titre : Les Vacances de monsieur Hulot ; sur l’affiche : Les Vacances de M. Hulot
- Réalisation : Jacques Tati
  - Assistant réalisateur : Pierre Aubert
- Scénario : Jacques Tati, Henri Marquet, avec la collaboration de Pierre Aubert et Jacques Lagrange
- Musique : Alain Romans
- Conseiller artistique : Henri Marquet
- Montage : Jacques Grassi, Charles Bretoneiche, Suzanne Baron (non crédités)
- Photographie : Jacques Mercanton, Jean Mousselle
  - Cadrage : André Villard (non crédité)
- Son : Jacques Carrère (prise de son), Roger Cosson (sonorisation), Guy Michel-Ange (montage son)
- Décors : Henri Schmitt et Roger Briaucourt
- Accessoiristes : André Pierdel et Pierre Clauzel
- Scripte : Sylvette Baudrot
- Photographe de plateau : André Dino
- Production : Fred Orain et Jacques Tati (non crédité)
- Sociétés de production : Discina Film, Cady Films et Specta Films
- Société de distribution : Discifilm
- Pays de production :  France
- Langues originales : français, anglais, allemand
- Format : 35 mm - Ratio : 1,37:1 - Noir et blanc - Mono
- Genre : Comédie
- Durée : 114 minutes (version 1953) - 89 minutes (version 1978)
- Dates de sortie : 
  - France : 25 février 1953
  - États-Unis : 16 juin 1954
- Affiche : René Péron (France)

## Distribution
- Jacques Tati : M. Hulot
- Nathalie Pascaud : Martine
- Micheline Rolla : la tante de Martine
- Valentine Camax[7] : la femme anglaise
- Suzy Willy : l'épouse du commandant
- Marguerite Gérard : la promeneuse
- Louis Pérault : Monsieur Fred
- André Dubois : le commandant
- Lucien Frégis : l'hôtelier
- Raymond Carl : le serveur
- René Lacourt : le promeneur
- Nicole Chomo : Denise, la jeune scout au sac à dos
- Édouard Francomme : le voisin de table de M. Hulot

### Acteurs non crédités
- Georges Adlin : le sud-américain
- Michèle Brabo : l'estivante excentrique
- Henri Marquet : le client du restaurant au tee shirt rayé / un homme aux funérailles qui aide Hulot à sortir sa Salmson du cimetière / le dépanneur qui remorque la Salmson de Hulot sur le port
- Pierre Aubert[8] : le jeune intellectuel
- André Dino : le client de l'hôtel qui pose pour la photo
- Bernard Maurice : le client de l'hôtel coincé dans sa voiture à la suite d'une ruade du cheval de Mr Hulot
- Jacques Cottin, André Pierdel, Pierre Clauzel : des vacanciers faisant des exercices physiques sur la plage
- César Baldaccini : un campeur barbu dans le chalet
- Madame Cottin : une cliente de l'hôtel
- Marcel Girard : le palefrenier amenant les deux chevaux
- Daniel Marquet : l'enfant avec les deux cornets de glace

## Le tournage et les différentes versions

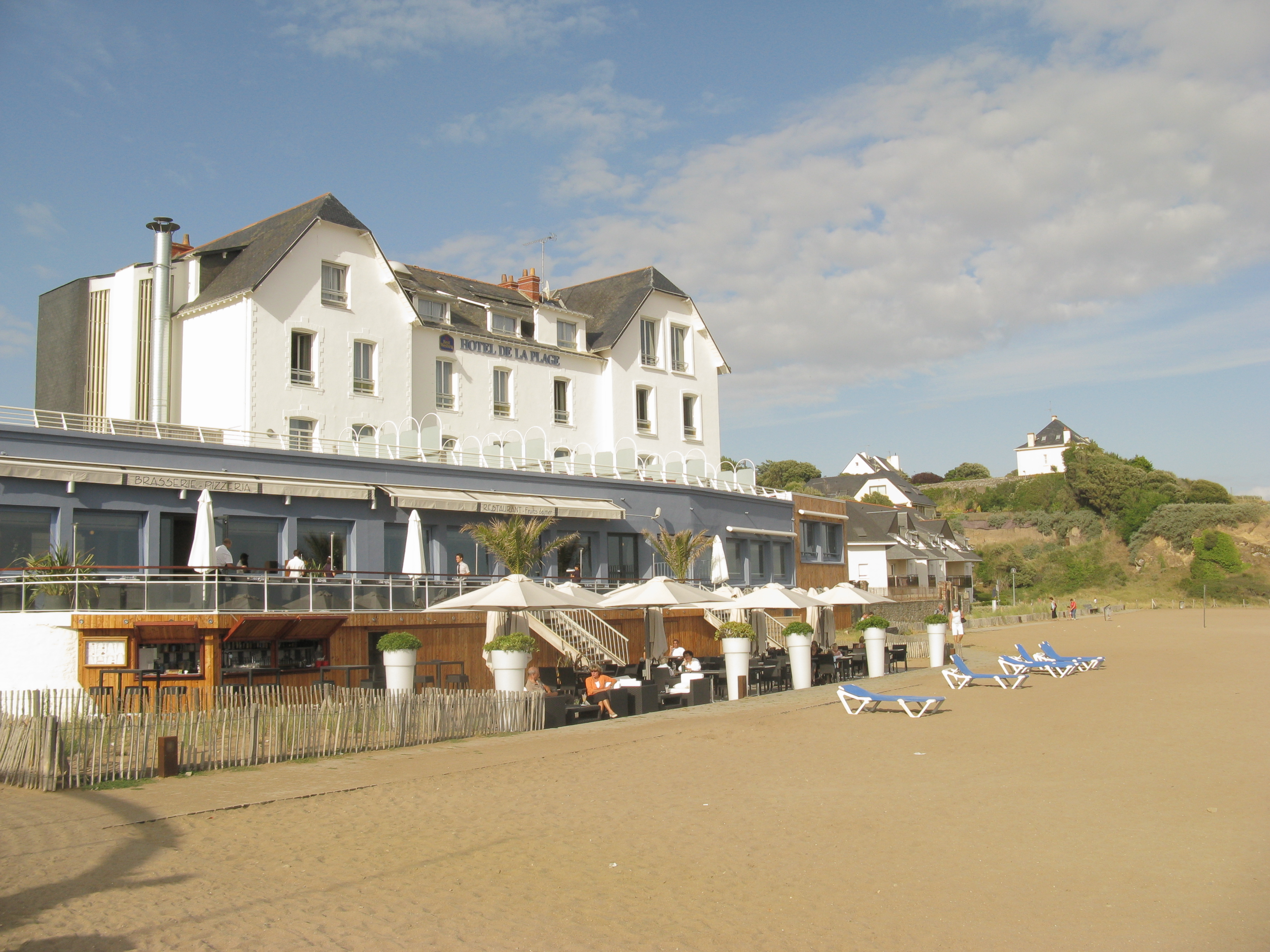
L'« Hôtel de la Plage » à Saint-Marc-sur-Mer (Saint-Nazaire), le lieu de tournage des extérieurs du film où Tati à fait installer deux rangées de cabines sur le sable pour les besoins de la mise en scène.

Avant la guerre, lors d'une visite chez des amis de Saint-Nazaire (Loire-Atlantique), M. et Mme Lemoine, installés près de la plage de Port Charlotte, Tati est séduit par la plage de Saint-Marc-sur-Mer, station balnéaire nazairienne située à 7 km au sud-ouest du centre-ville. Il décide d'y revenir un jour pour tourner un film.
Une autre version indique que le synopsis du film indiquait qu'il fallait trouver « une petite localité fréquentée surtout par des estivants modestes, des familles nombreuses et des habitués ». Jacques Tati accumule alors pendant sept mois de nombreuses cartes postales du littoral français pour faire son choix. Il aurait par ailleurs envoyé un émissaire pour dénicher le décor idéal parmi trente stations balnéaires.
Le tournage des extérieurs a lieu à partir de la fin juin 1951 à Saint-Marc-sur-Mer (à cause du temps exécrable, l'équipe du film étant pourtant présente depuis mai) et s'y poursuivit jusqu'au 22 octobre de la même année. Tati loge alors dans une villa de Saint-Marc dite « Le Château »  avec son équipe et dans laquelle a été tournée la scène de la partie de tennis. Tati a utilisé divers lieux de la station : la plage, avec son « Hôtel de la plage » (équipé d'une fausse entrée pour les besoins du film, car le bâtiment n'était à l'époque pas encore repeint à la chaux), le port. Les scènes intérieures ont été tournées dans les studios de Boulogne, à Boulogne-Billancourt au cours de l'année 1952 ; il réutilise notamment les décors du film Il est minuit, docteur Schweitzer.
Pour le tournage, la chaussée longeant la corniche est goudronnée, des arbres sont abattus et une maison en piteux état est restaurée et maquillée en boutique. Le phare au bout de la jetée, les cabines, la façade de la villa où pose Martine sont eux factices, réalisés avec le bois récupéré par Jacques Lagrange sur le paquebot Marrakech, désossé à l'époque sur les chantiers de Saint-Nazaire.
Tati se blesse à la main pendant le tournage de la scène du feu d'artifice et des grains de sable détériorent les premières bobines. De nouveaux plans sont donc tournés entre septembre et octobre 1951.
Les premiers plans du film ont été tournés à la gare d'Argentan et de Dol-de-Bretagne (passage de la gifle du petit garçon). La scène où la Salmson de M. Hulot est remorquée par la voiture de dépannage a été filmée au port de Dinan, au bord de la Rance.
La population de Saint-Marc a participé au film et fourmille d'anecdotes à ce sujet, mais dans une moindre mesure que celle de Sainte-Sévère-sur-Indre pour Jour de fête.
Le film ne cite pas le nom de Saint-Marc-sur-Mer (sauf sur le plan final, grâce à un tampon de la poste en incrustation), contrairement à celui de Sainte-Sévère qui apparaît explicitement dans un plan de Jour de fête.
En 1962, Tati réalise un nouveau montage du film (il supprime ou rallonge certains plans afin d'apporter un peu plus de rythme), réorchestre la musique et refait le mixage sonore. Les musiques conservent cependant le célèbre thème principal composé par Alain Romans. En 1968 dans Les Cahiers du cinéma, Tati regrette la disparition de certaines scènes, comme celle du cimetière, qui se terminait par exemple à l'aube sur la grève ; il accuse alors la production d'avoir jeté les négatifs, mais il n'est pas non plus impossible que le cinéaste a pu lui-même les faire disparaître lors de ses montages. Dans l'article, il regrette également de ne pas avoir pu tourner en couleur, faute de budget suffisant. Au printemps 1978, Tati revient quelques jours à Saint-Marc-sur-Mer pour tourner une scène de kayak et faire un clin d'œil au film Les Dents de la mer, sorti en 1975, avant que Les Vacances de M. Hulot ne soient distribuées aux États-Unis.
La dernière édition vidéo est sortie en février 2014. L'édition DVD propose la version de 1978, dernière version souhaitée par Jacques Tati, entièrement restaurée en 2009, image et son. Un rare coffret DVD est accompagné de la version de 1953. Son équivalent Blu-Ray en dispose aussi, mais avec image remastérisée et son restauré.

## Monsieur Hulot
Monsieur Hulot est un personnage échappé du cinéma muet dans le monde du parlant. Il se heurte à la technologie, à un monde impersonnel et gadgétisé. Jacques Tati s'est servi de ses capacités de mime pour le confronter aux dérèglements, aux rites et au ridicule d'un monde en mutation.

### Inspiration
Nicolas Hulot a indiqué que c'est son grand-père qui a inspiré à Jacques Tati le nom de son personnage : 

« Enfant, je l'avais entendu dire par mes parents. Pour en avoir le cœur net, j'ai appelé la fille du cinéaste et j'ai pu reconstituer toute l'histoire. Mon grand-père était l'architecte de l'immeuble dans lequel habitait Jacques Tati. Chaque fois qu'il y avait un problème, la gardienne lui disait : "Il faut appeler Monsieur Hulot !" Cela revenait comme un leitmotiv. Il semble que mon grand-père avait une silhouette particulière, qui a frappé Tati. Aussi, lorsqu'il a créé son célèbre personnage, il s'est souvenu du nom et a demandé l'autorisation de l'utiliser,. »

## La voiture de Monsieur Hulot
Par son expressivité et son omniprésence, l'étique guimbarde de Monsieur Hulot est un personnage à part entière des Vacances. Cette voiture est à l'origine une « Voiturette André Lombard » de type 3 (VAL 3) et de marque Salmson qu'André Pierdel, chargé des effets spéciaux, avait modifiée pour les besoins du film, ainsi que le rapporte Stéphane Pajot : « Normalement, explique Pierdel, la vraie voiture avait les ailes arrondies. Je les ai coupées droites, puis on a rajouté une roue de secours sur le côté avec une corne à poire. Tati voulait qu'elle soit plus marrante et qu'elle pétarade. En fait, j'étais planqué dans le coffre avec un tuyau et du talc. Un moment, un paquet de talc est tombé sur la route mais on ne s'en aperçoit pas. Pour qu'elle ait un côté encore plus ridicule, on a rajouté le filet, la canne à pêche… »
D'après Jean-Philippe Guerand, la VAL3 ainsi mutilée pour les besoins comiques du film avait en réalité connu son heure de gloire : elle aurait en effet gagné en 1927 le Bol d'or automobile de Saint-Germain-en-Laye en atteignant la vitesse de quatre-vingts kilomètres à l'heure, mais ni les informations disponibles sur la VAL3 (qui a commencé à être produite en 1928) ni le palmares du bol d'or automobile ne le confirment.

## Distinctions
- 1953 : Prix Louis-Delluc, Paris[9]
- 1953 : Prix de la critique internationale, Festival de Cannes[9]
- 1953 : Prix Femina, Bruxelles
- 1955 : Golden Laurel award, Édimbourg
- 1956 : Meilleur film de l'année, Cuba
- 1990 : Prix Delluc-des-Delluc, remis à l'occasion du centenaire de la naissance de Louis Delluc parmi les 47 lauréats primés depuis la création du Prix Louis-Delluc en décembre 1936.
- Ce film fait partie de la Liste du BFI des 50 films à voir avant d'avoir 14 ans établie en 2005 par le British Film Institute.

## Accueil

### Accueil critique
Dans Les Cahiers du cinéma, un critique écrit : « Heureux M. Hulot qui réussit cet exploit de transformer un sinistre Trou-sur-Mer quelconque en un havre de grâce, tout baigné de poétique humour et où nous désirons plus qu'aller passer nos prochaines vacances ».
Woody Allen, qui l'a vu adolescent, le considère comme le film comique le plus abouti de son époque.

### Box-office
À sa sortie, le film est un succès en France, au Royaume-Uni et aux États-Unis. Avec près de 5 millions d'entrées en France, il est le 105e plus grand succès français de l'histoire du box-office hexagonal.

## Analyse
Selon l'historien du cinéma Jacques Lourcelles, Les vacances de M. Hulot est « le plus burlesque des films français et le plus français des films burlesques. Dans un style limpide, élégant et très élaboré, Tati enchaîne une incalculable collection de gags sur une trame qui exprime la monotonie et la langueur d'une station estivale… Alliance unique aussi, dans le style de Tati, entre l'acuité du réalisme social et ce qu'il faut bien appeler une indéfinissable poésie, faite d'une certaine mélancolie extérieure et d'une profonde jubilation intérieure. Au milieu d'un petit monde étriqué vivant de conventions et de routines, le personnage de Hulot apparaît comme un étranger poli, un modeste perturbateur et surtout un révélateur. Il est le dernier dépositaire d'une sorte d'enfance et d'une sorte de légèreté de l'être qui ne seront bientôt plus de ce monde ».
À travers différentes anecdotes qui émaillent les scénettes, le film présente une galerie de types de vacanciers prisonniers d'habitudes qu'ils ont transportées dans l'hôtel de la Plage. il dépeint une époque où les vacances à la mer deviennent le rite annuel sous l'impulsion des congés payés, permettant à des Français moyens de se croiser le temps d'un séjour dans un modeste hôtel. Tati brosse ainsi une satire légère des mœurs de la petite bourgeoisie fréquentant cette pension de famille. Le réalisateur y décrit un mode de villégiature balnéaire familiale rendu désuet par « le double essor du transport aérien et des voyages lointains d’un côté, du tourisme de masse et des complexes urbains du littoral de l’autre ».
Le film se moque aussi doucement de la confiance de la société occidentale d'après-guerre, dans la croyance optimiste en la production capitaliste, mais aussi de la valeur de la technologie complexe par rapport aux plaisirs simples, de la modernisation caractéristique des Trente Glorieuses, des thèmes qui reviendront dans les films ultérieurs de Tati.